# Lo scaldino (novella)
Lo scaldino è una novella di Luigi Pirandello. Pubblicata per la prima volta sull' "Avanti della Domenica" nel 1905, fu inserita nella raccolta La mosca del 1923, quinto volume delle Novelle per un anno.
Da essa fu tratto l'omonimo film diretto nel 1920 da Augusto Genina.

## Trama
Roma: in una squallida rivendita di sigari e giornali, accanto ad un altrettanto miserabile caffè-concerto, un vecchio edicolante soprannominato "Papa-Re" vende la propria mercanzia, riscaldato, nelle fredde notti, solo da uno scaldino di terracotta che ogni sera gli porta la nipotina, sua unica parente. Un giorno lo scaldino gli cade di mano e va in mille pezzi. Quella stessa sera, aprendo il chioschetto, egli vi trova dentro, accoccolata, una donna con la figlioletta in braccio: è Rosalba Vignas, una canzonettista che è stata scacciata dal suo amante, Cesare il milanese, invaghitosi della più giovane collega Mignon. Nel chiosco Rosalba attende che il suo uomo esca dal caffè, mentre il vecchio edicolante prende in braccio la piccola per scaldarla e scaldarsi a sua volta. Quando il milanese lascia il locale, Rosalba gli spara e poi fugge. Il vecchio, atterrito, rimane con la bambina addormentata fra le braccia.

## Edizioni
- Luigi Pirandello, Novelle per un anno, Prefazione di Corrado Alvaro, Mondadori 1956-1987, 2 volumi. 0001690-7
- Luigi Pirandello, Novelle per un anno, a cura di Mario Costanzo, Prefazione di Giovanni Macchia, I Meridiani, 2 volumi, Arnoldo Mondadori, Milano 1987 EAN: 9788804211921
- Luigi Pirandello, Tutte le novelle, a cura di Lucio Lugnani, Classici Moderni BUR, Milano 2007, 3 volumi.
- Luigi Pirandello, Novelle per un anno, a cura di S. Campailla, Newton Compton, Grandi tascabili economici.I mammut, Roma 2011 Isbn 9788854136601
- Luigi Pirandello, Novelle per un anno, a cura di Pietro Gibellini, Giunti, Firenze 1994, voll. 3.